# Sd.Kfz. 10
SdKfz 10 (Sonderkraftfahrzeug 10) bylo německé polopásové vozidlo vyráběné od roku 1937. Původně měl sloužit jako dopravní prostředek pěchoty u vysoce mobilních tankových divizí německých armád. Kapacita vozu činila sedm vojáků plus řidič. Tento prostředek byl ale kvůli nedostatečnému pancéřování a přílišnému odkrytí výsadku pro první linii nevyhovující a proto byl později používán hlavně u protileteckých jednotek.
Vozidlo lze vidět ve filmu Rodinné trampoty oficiála Tříšky.